# 江戸川区立鎌田小学校
江戸川区立鎌田小学校（えどがわくりつ かまたしょうがっこう）は東京都江戸川区南篠崎町2丁目にある公立小学校である。

## 沿革
- 1892年（明治25年）7月1日 - 上鎌田499番地に第二三崎小学校として認可（15坪）。
- 1905年（明治38年）6月9日 - 篠崎小学校鎌田分教場として認可。1学年・2学年1学級。旧篠崎村と鎌田を通学区域とする。
- 1935年（昭和10年）1月12日 - 南篠崎町398番地に校地2866坪を設定。鎌田分教場の地鎮祭挙行。
- 1936年（昭和11年）4月1日 - 新校舎落成（106坪）。本校より南篠崎町全域、東篠崎の大部分、旧瑞江の前野当代全部の児童を収容して、4学年の4学級編成。
- 1939年（昭和14年）
  - 4月15日 - 東京市鎌田尋常小学校設置認可。
  - 5月1日 - 東京市鎌田尋常小学校として独立、開校。
- 1941年（昭和16年）4月1日 - 国民学校令により、東京市鎌田国民学校と改称。
- 1943年（昭和18年）7月1日 - 東京府と東京市が統合した東京都発足（都制施行）により、東京都鎌田国民学校と改称。
- 1947年（昭和22年）4月1日 - 学制改革（六・三制施行）により、東京都江戸川区立鎌田小学校と校名変更。
- 1949年（昭和24年）5月2日 - 十周年記念式典挙行。
- 1955年（昭和30年）4月2日 - 増築工事完成。4教室2階建て52.8坪。付帯施設として便所、渡り廊下、手洗所、側溝。
- 1956年（昭和31年）11月10日 - 校池1300坪を塵埃により埋立する。
- 1960年（昭和35年）3月3日 - 二十周年と校舎増築落成記念の両式典挙行。
- 1964年（昭和39年）10月4日 - 校歌制定（作詞:勝承夫・作曲:小村三千三）。学校旗新調。
- 1966年（昭和41年）
  - 3月1日 - 学校地番変更により、学校所在地が、南篠崎町398番地から南篠崎町2丁目36番地に変更。
  - 3月23日 - 第一次鉄筋工事完成（普通教室9室）。
- 1968年（昭和43年）4月1日 - 通学区の変更により、江戸川1丁目から通う児童334名を江戸川小学校へ。
- 1970年（昭和45年）
  - 3月10日 - 三十周年記念式典挙行し、祝賀会開催。
  - 4月4日 - 体育館落成。
- 1977年（昭和52年）4月1日 - 学区域変更により、南篠崎3丁目と南篠崎4丁目から通う児童266名を南篠崎小学校へ。
- 1979年（昭和54年）11月1日 - 四十周年記念式典挙行し、祝賀会開催。
- 1989年（平成元年）
  - 10月1日 - 同窓会設立総会開催。同日、校歌碑建立。
  - 11月22日 - 五十周年記念式典挙行し、祝賀会開催。
- 1991年（平成3年）3月31日 - 「なかよし広場」完成。
- 1999年（平成11年）10月28日 - 六十周年記念式典挙行し、祝賀会開催。
- 2000年（平成12年）
  - 3月31日 - 東京都による区画整理行程工事完了。
  - 9月9日 - 夜間照明完成。
  - 12月2日 - 通学区域変更により、児童の一部が、篠崎第三小学校、江戸川小学校へ。
- 2003年（平成15年）4月1日 - すくすくスクールへ併設開始。
- 2009年（平成21年）
  - 9月30日 - 普通教室内壁塗装工事とB校舎トイレ全面改修工事が完了。
  - 11月6日 - 開校70周年記念式典挙行し、祝賀会開催。
- 2010年（平成22年）4月1日 - 小中連携実践開始（本校、篠崎第二中学校、篠崎第三小学校）。同日、学校応援団立ち上げ。
- 2011年（平成23年）4月1日 - 学校教育目標改定（かしこく、まあるく、たくましく、きらきら輝くかまたの子）。
- 2012年（平成24年）8月31日 - 水飲栓の直結給水化工事完了。
- 2013年（平成25年）10月1日 - 校庭改修工事完了。
- 2014年（平成26年）11月11日 - 開校75周年記念集会開催。
- 2015年（平成27年）10月31日 - 体育館改修工事完了。
- 2016年（平成28年）3月31日 - プール改修工事完了。
- 2017年（平成29年）3月31日 - 屋上防水工事完了。

## 学校教育目標
- かしこく、まあるく、たくましく、きらきら輝くかまたの子

## 通学区域
- 江戸川区
  - 南篠崎町1丁目（全域）
  - 南篠崎町2丁目（1番、6番 - 9番、11番以降）

## 交通
- 都営地下鉄新宿線瑞江駅から徒歩13分。
- JR東日本総武本線（総武緩行線）小岩駅から、京成バス「小72」系統・一之江駅行バスに乗車し、上鎌田バス停から徒歩2分。